# Round Mountain, Texas
Round Mountain là một thị trấn thuộc quận Blanco, tiểu bang Texas, Hoa Kỳ. Năm 2010, dân số của thị trấn này là 181 người.

## Dân số
- Dân số năm 2000: 111 người.
- Dân số năm 2010: 181 người.